# Layton (Florida)
Layton és una població dels Estats Units a l'estat de Florida. Segons el cens del 2000 tenia 186 habitants.

## Demografia
Segons el cens del 2000, Layton tenia 186 habitants, 84 habitatges, i 50 famílies. La densitat de població era de 326,4 habitants/km².
Dels 84 habitatges en un 15,5% hi vivien nens de menys de 18 anys, en un 56% hi vivien parelles casades, en un 1,2% dones solteres, i en un 39,3% no eren unitats familiars. En el 22,6% dels habitatges hi vivien persones soles el 4,8% de les quals corresponia a persones de 65 anys o més que vivien soles. El nombre mitjà de persones vivint en cada habitatge era de 2,21 i el nombre mitjà de persones que vivien en cada família era de 2,61.
Per edats la població es repartia de la següent manera: un 11,3% tenia menys de 18 anys, un 7,5% entre 18 i 24, un 23,1% entre 25 i 44, un 39,8% de 45 a 60 i un 18,3% 65 anys o més.
L'edat mediana era de 51 anys. Per cada 100 dones de 18 o més anys hi havia 98,8 homes.
La renda mediana per habitatge era de 53.750 $ i la renda mediana per família de 73.750 $. Els homes tenien una renda mediana de 29.896 $ mentre que les dones 23.125 $. La renda per capita de la població era de 23.773 $. Entorn de l'11,7% de les famílies i el 15,4% de la població estaven per davall del llindar de pobresa.

## Poblacions més properes
El següent diagrama mostra les poblacions més properes.